# Домине
Домине за играње су мале правоугаоне плочице подељене на два једнака поља, која могу бити оба празна или означена са једном до шест тачкица.
Свака плочица домине има предњу и задњу страну, односно лице и наличје, при чему је у једном комплету наличје свих домина исто, док је предња страна подељена вертикалном цртицом на два једнака дела, у којима се налази одређени број тачкица. Стандардни комплет се састоји од 28 правоугаоних плочица, од којих је на сваком пољу највише по 6 тачкица. Постоји и комплет од 45 домина на којима се налази највише по 8 тачкица на оба поља. Прве домине су биле направљене од папира, да би тек касније почеле да се праве од дрвета и слоноваче.
Најраније помињање домина је из Кине из династије Сонг и налази се у тексту Ранији догађаји у Вулину од Џоу Мија (1232–1298). Модерне домине су се први пут појавиле у Италији током 18. века, али се разликују од кинеских домина у низу аспеката и не постоји потврђена веза између њих. Европске домине су се можда развиле независно, или су италијански мисионари у Кини можда донели игру у Европу.‍:181
Назив „домине“ вероватно потиче од сличности са неком врстом карневалског костима који се носио током Венецијанског карневала, а који се често састоји од одеће са црном капуљачом и беле маске. Упркос ковању речи „полиомино” као генерализације, не постоји веза између речи „домине” и броја 2 ни у једном језику. Најчешће игране домино игре су домино вист, матадор и магинс (све петице). Друге популарне форме укључују тексас 42, пилеће стопало, концентрација, двоструке петице и мексички воз.‍:181–182 У Британији, најпопуларнија лига и кафанска игра је петице и тројке.
Домине су се понекад користиле за прорицање, као што је бацање костију у кинеској култури и у афричкој дијаспори.

## Историја
Нико са сигурношћу не зна одакле тачно потичу домине. Неки сматрају да воде порекло из Кине, око 1120. године, међутим у Каирском музеју се налази египатски сет домина за који се претпоставља да потиче из доба Тутанкамона око 1355. п. н. е.. У Кини су биле веома популарне, па је пласирано неколико варијанти, од којих су најпознатије биле „цивилне“ и „војничке“. Биле су дуже и уже од данашњих, а њихови комплети су имали од 21 до 32 плочице.
У Европи су се појавиле у 18. веку. Најпре у Италији, а затим у Француској, где су једно време биле национални хоби. Из Француске су се затим пренеле у Енглеску и Шпанију, које су затим ову игру пренеле у своје колоније. Данас се домине играју на свих пет континената.

## Порекло назива домине
Мада се нигде у литератури не помиње како се игра звала пре њеног доласка у Европу, до сада су се развиле три теорије о пореклу садашњег назива игре и све три упућују на њено европско порекло. С обзиром да је игра најпре стигла у Италију, једна од најлогичнијих теорија сматра да реч потиче од глагола итал. dominare - доминирати, мада је тада вероватно постојало још речи са сличним значењем. Други теорија везује порекло речи за француски карневалски огртач са капуљачом (фр. domino), најчешће црне и беле боје. По трећој теорији се претпоставља да је чувени латински фратарски поздрав (лат. Bendicamos domino - у смислу благословен Бог), најпре коришћен за победника у доминама, који се обично користи на крају мисе.

## Правила
Домине могу да играју и деца и одрасли. Током векова измишљени су различити комплети домина и различите верзије игре. Игра развија вештину запажања и комбинаторике.
Све плочице се најпре поставе лицем према столу и промешају. Затим се послажу у групе од по 4 комада, једна преко друге, такође лицем према доле. Од тога се сваком играчу подели одређен број домина и они могу да их држе у руци или испред себе, али тако да други играчи не могу да виде лице плочица. Сваки играч игра са својим плочицама. Током игре, такође се вуку домине са заједничке гомиле. Циљ сваког играча је да остане без својих домина, а онај који у томе успе је победник. Понекад се дешава да се игра блокира, јер ни један од играча не може да настави са слагањем плочица из своје гомиле. У том случају победник је онај играч који има најмање тачкица на плочицама, које су му преостале.

### Обичне домине
Обичне домине могу да играју два или више играча. Број домина које се подели сваком играчу на почетку игре добија се тако што се број играча одузима од броја осам. За два играча дели се по шест домина. Сваки играч на потезу игра са једном својом плочицом, постављајући је лицем према горе и додирујући другу плочицу својом ужом страном (или код дуплета - плочица са истим бројем тачкица на оба поља, попреко у односу на остале). Стране које се додирују морају да имају исти број тачкица. Играчи слажу и додају плочице са стране која им одговара. Игру започиње играч са највећим дуплетом, највећим бројем тачкица. У случају да ни један играч нема дуплет, домине се деле поново, ако је у питању прва партија, а у свакој следећој, игру започиње онај који је испао слабији у претходној. Играчи редом слажу по једну плочицу. Ако неки играч не поседује ни једну плочицу коју би могао да сложи са оним већ постављеним на столу, он мора да „купи“ нову плочицу са заједничке гомиле. Ако на гомили више нема плочица, играч прескаче круг, па је на потез долази следећи играч, али у наредном кругу може да настави, ако има чиме. Партија се завршава у случају да је неки играч остао без плочица или ако ни један од играча не може да настави. Када се партија заврши, сви играчи отварају своје преостале плочице лицем према горе. Тада им се сабира број тачкица на преосталим плочицама, који представља број бодова. Игра се прекида када неки од играча сакупи 150 бодова (или неки други унапред договорени број)м а победник је онај који има најмање бодова.
У неким верзијама играчи који не могу да наставе игру, не „купују“ нове плочице са гомиле, а на почетку игре се дели већи број плочица (по 10). Домине могу да се играју и по паровима, тако што се сабирају бодови по екипама, које чине по два играча.

## Такмичење
У држави Алабама од 1976. године одржава се светско првенство (енгл. World Championship Domino Tournament)., а од 1985. године у Уједињеном Краљевству се такође организују такмичења у игрању домина .

## Домино-ефекат
Осим друштвене игре, постоји и хоби рушења домина по домино-ефекту. 
Домино-ефекат је ланчана реакција падања нанизаних домина, изазваног ударним таласом, који пролази кроз цео систем. Брзина којом ће домине падати зависи од висине домина, њиховог растојања и гравитације. Путем експеримената дошло се до закључка да је падање низа домина најбрже у случају када растојање између домина износи две трећине њихове висине.
Од 1976. године уписују се рекорди у Гинисову књигу рекорда о највећом броју срушених домина, а од 1986. у Холандији се одржава манифестација рушења домина, под називом Дан домина.
Термин домино-ефекат, у смислу ланчане реакције и ефекта која се преноси с једног елемента на други користи се такође у политици и економији. Термин је први пут употребио амерички председник Двајт Ајзенхауер на конференцији за новинаре, 7. априла 1954. године, када је говорио о могућем ефекту продора комунизма у Индокину, имајући у виду окружење у коме се налази.